# 艾迪生鎮區 (內布拉斯加州諾克斯縣)
艾迪生鎮區（英語：Addison Township）是位於美國內布拉斯加州諾克斯縣的一個行政鎮區。

## 地方資料
艾迪生鎮區的面積為92.71平方千米，皆為陸地。根據2020年美國人口普查的數據，當地共有人口128人，而人口密度為每平方千米1.38人。